# Эрай, Назлы
Назлы Эрай (тур. Nazlı Eray, 28 июня 1945, Анкара) — турецкая писательница.

## Биография
Родилась 28 июня 1945 года в Анкаре. Через некоторое время вместе с родителями переехала в Стамбул. Окончила женский колледж в стамбульском районе Арнавуткёй. Училась в Стамбульском университете, но не закончила, вернувшись в Анкару. В 1965-68 годах года занимала переводчика в министерстве туризма. Писать начала в 1968 году.
Печаталась в журнале «Varlık», вела колонку в газете «Cumhuriyet». В 1975 году выпустила первый сборник рассказов. Преподавала в университете Айовы.
Является членом ПЕН-клуба. Произведения Эрай переведены на английский, арабский, итальянский, немецкий, урду, хинди, чешский, шведский и японский языки.

## Произведения

### Сборники рассказов
- Ах, мой господин, ах / Ah Bayım Ah (1975)
- Девушка, не целуй хвост / Kız Öpme Kuyruğu (1982)
- Имеющийся в наличии мир / Hazır Dünya (1984)
- Старые осколки ночи / Eski Gece Parçaları (1986)

### Романы
- Тихоокеанские дни / Pasifik Günleri (1980)
- Орфей / Orphee (1983)
- Понедельник на берегу моря / Deniz Kenarında Pazartesi (1984)